# Partido Verde de la RDA
El Partido Verde de la RDA (en alemán: Grüne Partei in der DDR) fue un partido político en la República Democrática Alemana, considerado la filial oriental del Partido Verde de Alemania Occidental.

## Historia
Fue fundado oficialmente en febrero de 1990, aunque su constitución ocurrió el 24 de noviembre de 1989. En su congreso fundacional, el partido se definió como una colectividad ecológica, feminista y libre de violencia.
Para las elecciones generales de 1990 en Alemania Oriental, el Partido Verde formó una coalición con la Asociación de Mujeres Independientes (Unabhängige Frauenverband), obteniendo esta coalición el 2% y ocho escaños en la Cámara Popular. Sin embargo, ambos partidos no fueron capaces de ponerse de acuerdo sobre cómo distribuir los escaños. 
Finalmente, la Asociación de Mujeres Independientes abandonó la coalición y el Partido Verde formó un grupo parlamentario con Alianza 90, adueñándose de los ocho escaños. Sus ocho diputados en la Cámara fueron Ernst Dörfler, Christine Grabe, Peter Hildebrandt, Matthias Platzeck, Bernd Reichelt, Uwe Täschner, Vera Wollenberger y Jürgen Mäder.
Previo a la reunificación alemana, la dirección del partido en Sajonia-Anhalt propuso fusionarse con Los Verdes de Alemania Occidental. Sin embargo, la dirección del partido en Sajonia se mostró en contra de la propuesta. 
En las elecciones federales de Alemania de 1990, Los Verdes orientales formaron una coalición con Alianza 90 denominada Bündnis 90/Grüne – BürgerInnenbewegung (Alianza 90/Verdes – Movimiento de Ciudadanas y Ciudadanos). La coalición obtuvo el 6.1% de los votos en el este de Alemania y el 1.2% a nivel nacional, obteniendo de esta manera ocho escaños en el Bundestag de Alemania. Por otro lado, Los Verdes occidentales quedaron fuera del parlamento.
Finalmente, el Partido Verde de la RDA se fusionó con Los Verdes occidentales el 3 de diciembre de 1990. Posteriormente, en 1993, Alianza 90 se sumó a esta unión para formar Alianza 90/Los Verdes.

## Resultados electorales
| Año  | # de votos   | % de votos | # de escaños obtenidos | Nota                 |
| ---- | ------------ | ---------- | ---------------------- | -------------------- |
| 1990 | 226 932 (#8) | 2,0        | 8/400                  | En coalición con UFV |